# 할 펙
해럴드 아서 "할" 펙(영어: Harold Arthur "Hal" Peck, 1917년 4월 20일~1995년 4월 13일)은 미국의 프로 야구 선수로, 포지션은 우익수였다. 1943년부터 1949년까지 통산 7시즌 동안 메이저 리그 베이스볼(MLB)의 브루클린 다저스, 필라델피아 애슬레틱스, 클리블랜드 인디언스에서 뛰었다. 통산 성적은 타율 .279, 15홈런, 112타점을 기록했다.
미국 위스콘신주 빅벤드에서 태어났으며, 1938년에 프로 선수 생활을 시작했다. 낮은 단계의 마이너 리그 팀에서 2시즌을 보낸 뒤 아메리칸 어소시에이션의 밀워키 브루어스에서 다섯 시즌을 뛰었다. 1942년에 총기 사고로 발가락 2개를 잃었으나, 계속해서 선수로 뛸 수 있었다. 1943년 브루클린 다저스에서 메이저 리그 데뷔를 했고, 이듬해 필라델피아 애슬레틱스로 이적해 세 시즌을 뛰었으며 1945년에는 주전 선수로 발돋움했다. 이후 뉴욕 양키스와 클리블랜드 인디언스로 트레이드되었다. 1947년 시즌에 114경기에 출전하며 데뷔 이후로 가장 많은 경기에 출전했으며, 1948년과 1949년에는 주로 대타로 기용되었다. 클리블랜드 인디언스 소속으로 1948년 월드 시리즈에도 출전했다. 1949년 시즌이 끝나고 다시 트레이드된 직후 은퇴했으며, 1995년에 사망했다.

## 성장기와 마이너 리그
할 펙은 미국 위스콘신주 빅벤드에서 태어나 빅벤드 고등학교를 졸업했다. 어린 시절 펙은 위스콘신주의 아마추어 야구 리그인 랜드 오레이크스 리그에서 뛰었고, 주 전체의 야구 토너먼트에 참가하기도 했다. 1937년, 펙의 장인은 펙으로 하여금 아메리칸 어소시에이션의 팀인 밀워키 브루어스의 트라이아웃에 참가하도록 했다. 밀워키 브루어스는 펙과 계약을 맺고, 그를 켄터키 일리노이 테네시 리그의 홉킨스빌 호퍼스로 보내 1938년 시즌을 뛰게 했다. 그해 펙은 홉킨스빌에서 130경기에 출전해 타율 .331, 3루타 16개를 기록했다. 1939년, 펙은 일리노이 인디애나 아이오와 리그의 블루밍턴 블루머스로 승격되어 그곳에서 69경기에 출전, .286의 타율을 기록했다. 1940년에는 밀워키 브루어스에 합류했고 곧 메이저 리그 베이스볼 팀들이 눈여겨보는 상위 유망주가 되었다. 밀워키 브루어스의 빌 비크 구단주는 펙을 자신이 가장 좋아하는 선수라고 이야기했다.
펙은 1940년 시즌 콜럼버스 레드버즈와의 한 경기에서 뜬공을 따라가다가 철로 된 담장에 충돌해 쓰러졌지만, 가까스로 공을 잡아냈다. 해리 그레이슨 스포츠기자는 이 수비를 두고 "콜럼버스에서 지금껏 본 역대급 캐치 중 하나"이었다고 언급했다. 펙의 그해 136경기에 출전해 타율 .294, 3루타 14개를 기록했으며, 이듬해에는 144경기에 출전해 .267의 타율을 기록했다. 1942년에는 .333의 타율을 기록했고, 시카고 화이트삭스를 비롯한 복수의 팀들이 펙을 영입하려고 했다. 시카고 화이트삭스가 펙의 영입에 가까워질 즈음 펙이 급작스럽게 시즌 아웃되는 일이 발생했다. 그해 9월 3일에 펙은 총기 사고로 한쪽 발의 발가락 두 개를 잃고 말았다. 펙은 총으로 쥐를 맞히려다가 덩굴에 걸려 넘어지면서 발에 총을 발사하고 말았다. 이로 인해 시카고 화이트삭스는 펙을 영입하고자 하는 시도를 포기했다.
총기 사고 이후 브루클린 다저스는 밀워키 브루어스로부터 펙을 영입했고 1943년 5월 13일 경기에서 짧은 출전 기회를 부여했다. 이날 경기 이후 펙은 다시 밀워키로 돌아갔다. 밀워키로 복귀한 후 펙은 그 지역 제화공이 특별히 제작한 신발을 받았고, 덕분에 큰 통증 없이 야구를 할 수 있게 되었다. 하지만 오프 시즌에도 발 부상에서 완전히 회복하지 못했고 추가 수술이 필요했기 때문에, 그해 23경기 출전에 그치는 등 부상에서 회복하는데 시즌 대부분을 보냈다. 펙은 1944년 시즌 밀워키 브루어스로 복귀해 매일 경기에 나설 수 있게 되었고, 그해 타율 .345, 18도루를 기록했다. 시즌 중 한때 타율이 .398까지 치솟기도 했다.

## 메이저 리그
1944년 8월 17일, 필라델피아 애슬레틱스 구단은 네 명의 선수와 2만 달러를 밀워키 브루어스에 지불하고 펙을 영입했다. 그해 메이저 리그에서 두 경기를 뛰었고, 다음 시즌 시작 전 스프링 트레이닝에서 주전 우익수 자리를 차지한 뒤 1945년 시즌에 돌입했다. 시즌 첫 주에 펙은 .367를 기록했고 필라델피아 애슬레틱스는 첫 8경기에서 6승을 거두면서 올 시즌 성적에 대한 기대치가 높아졌다. 그해 필라델피아는 52승을 거뒀고, 펙은 112경기에 출전해 타율 .276, 9개의 3루타를 기록했다. 오프 시즌 기간에는 장인과 함께 낙농장에서 일했다. 1946년, 펙은 지난 시즌 성적이 좋은 편이 아님을 인정하면서도 2,500달러의 인상을 요구했으나 거절당했다. 3월 말에야 소속팀과 재계약을 맺었기 때문에 스프링 트레이닝 기간의 대부분을 놓치고 말았다. 시즌 초반에는 주전 유격수 자리를 유지하며 48경기에서 타율 .247를 기록했다. 그해 6월 19일에 필라델피아 애슬레틱스는 펙을 뉴욕 양키스에 팔아넘겼다.
펙은 뉴욕 양키스에서 한 경기도 뛰지 않았다. 인플루엔자를 앓고 난 후 위스콘신주로 돌아왔고, 시즌 막바지까지 몸 상태가 완전히 회복되지 못했다. 12월 6일에 뉴욕 양키스는 셤 롤라와 레이 맥을 데려오고 반대 급부로 클리블랜드 인디언스에 펙과 진 비어든, 알 게텔을 보내는 트레이드를 단행했고, 이를 통해 빌 비크 클리블랜드 인디언스 구단주는 자신이 가장 아끼던 유망주였던 펙과 재회하게 되었다. 1947년 시즌 내내 펙은 클리블랜드의 주전 우익수로 기용되었다. 시즌 초인 4월 22일부터 5월 11일까지 13경기 연속 안타를 기록했다. 5월 30일 시카고 화이트삭스와의 더블헤더 첫 경기에서는 2홈런 5타점을 올리며 소속팀의 8–4 승리를 이끌었다. 그해 데뷔 이래 가장 많은 114경기에 출전해 타율 .293, 8홈런, 44타점을 기록했다.
오프 시즌에 앨리 클라크와 서먼 터커가 새로 영입되면서, 1948년 시즌을 돌입하며 주전 우익수 경쟁이 치열했다. 래리 도비가 시즌을 시작하며 주전 자리를 차지했고, 클라크와 터커 또한 주전 자리를 노렸다. 펙은 대타 요원으로 밀려났다. 펙은 시즌 45경기에 출전해 63타수에서 타율 .286를 기록했다. 1948년 월드 시리즈 5차전에서는 월트 주드니치를 대신해 우익수로 교체 출전했는데, 이는 시리즈 동안 펙의 유일한 출전이었고 클리블랜드 인디언스는 우승을 거머쥐었다. 1948년 시즌 중 밥 케네디가 영입되면서, 펙은 완전히 주전에서 밀려나 투수가 타석에 들어설 때에만 대타로 출전 기회를 엿보아야 했다. 또한 고질적인 무릎 부상 때문에 5월에는 1군 명단에서 제외되었다. 7월에 몸 상태를 회복했고, 이후 퍼시픽 코스트 리그의 샌디에이고 파드리스로 보내질 예정이었다. 하지만 남은 시즌 클리블랜드 인디언스 1군 선수 명단에서 자리를 지켰다. 시즌 성적은 33경기에 출전해 29타수에서 타율 .310을 기록했으며, 그해 9월 25일 경기가 메이저 리그 마지막 경기가 되었다.

## 이후의 삶
1949년 시즌이 마감된 후, 펙은 퍼시픽 코스트 리그의 포틀랜드 비버스로 트레이드되었다. 하지만 미국 서해안 지역보다 위스콘신주와 가까운 곳에서 뛰고 싶었던 펙은 팀 이동을 원치 않았다. 팀과 선수 사이에 협의가 원만하게 이뤄지지 못했고, 얼마 안 되어 펙은 은퇴했다. 은퇴 후 펙은 위스콘신주에서 가족과 함께 살면서 애틀랜틱 리치필드 컴퍼니에서 일하다가 애리조나주로 이주했다. 위스콘신주 밀워키에서 77세의 나이로 세상을 떠났다.

## 통산 기록
| 연 도     | 소 속     | 경 기 | 타 석 | 타 수 | 득 점 | 안 타 | 2 루 타 | 3 루 타 | 홈 런 | 루 타 | 타 점 | 도 루 | 도 루 자 | 희 생 번 | 희 생 플 | 볼 넷 | 고 4 | 사 구 | 삼 진 | 병 살 타 | 타 율 | 출 루 율 | 장 타 율 | O P S |
| --------- | --------- | ----- | ----- | ----- | ----- | ----- | ------- | ------- | ----- | ----- | ----- | ----- | -------- | -------- | -------- | ----- | ---- | ----- | ----- | -------- | ----- | -------- | -------- | ----- |
| 1943년    | BKN       | 1     | 1     | 1     | 0     | 0     | 0       | 0       | 0     | 0     | 0     | 0     | 0        | 0        |          | 0     | 0    | 0     | 0     | 0        | .000  | .000     | .000     | .000  |
| 1944년    | PHA       | 2     | 8     | 8     | 0     | 2     | 0       | 0       | 0     | 2     | 1     | 0     | 2        | 0        |          | 0     | 0    | 0     | 2     | 0        | .250  | .250     | .250     | .500  |
| 1945년    | PHA       | 112   | 493   | 449   | 51    | 124   | 22      | 9       | 5     | 179   | 39    | 5     | 3        | 7        |          | 37    | 1    | 0     | 28    | 6        | .276  | .331     | .399     | .730  |
| 1946년    | PHA       | 48    | 168   | 150   | 14    | 37    | 8       | 2       | 2     | 55    | 11    | 1     | 2        | 2        |          | 16    | 0    | 0     | 14    | 2        | .247  | .319     | .367     | .686  |
| 1947년    | CLE       | 114   | 422   | 392   | 58    | 115   | 18      | 2       | 8     | 161   | 44    | 3     | 3        | 1        |          | 27    | 1    | 2     | 31    | 6        | .293  | .342     | .411     | .753  |
| 1948년    | CLE       | 45    | 68    | 63    | 12    | 18    | 3       | 0       | 0     | 21    | 8     | 1     | 0        | 1        |          | 4     | 0    | 0     | 8     | 0        | .286  | .328     | .333     | .662  |
| 1949년    | CLE       | 33    | 32    | 29    | 1     | 9     | 1       | 0       | 0     | 10    | 9     | 0     | 0        | 0        |          | 3     | 0    | 0     | 3     | 0        | .310  | .375     | .345     | .720  |
| 통산: 7년 | 통산: 7년 | 355   | 1192  | 1092  | 136   | 305   | 52      | 13      | 15    | 428   | 112   | 10    | 10       | 11       |          | 87    | 2    | 2     | 86    | 14       | .279  | .334     | .392     | .726  |